# Богдо (станция)
Богдо́ — железнодорожная станция Астраханского региона Приволжской железной дороги на неэлектрифицированной линии Верхний Баскунчак — Астрахань, расположена в  Ахтубинском районе Астраханской области, в 29 км от станции Верхний Баскунчак.

## История
Станция открыта в 1907 году. Своё название получила от расположенной в 15 км к северу горы Большое Богдо.

## Деятельность
На станции осуществляется посадка и высадка пассажиров на (из) поезда пригородного и местного сообщения. Приём и выдача багажа не производятся.

## Дальнее сообщение
| № поезда | Маршрут движения    | № поезда | Маршрут движения    |
| -------- | ------------------- | -------- | ------------------- |
| 301      | Грозный — Волгоград | 302      | Волгоград — Грозный |